# Propstei Bad Harzburg
Die Propstei Bad Harzburg ist einer von 12 Unterbezirken der Evangelisch-Lutherischen Landeskirche in Braunschweig.

## Geographische Lage
Die Propstei Bad Harzburg liegt im Südosten der Braunschweiger Landeskirche am südlichen Rand des Harzes. Im Westen grenzt sie an den Kirchenkreis Herzberg der Evangelisch-Lutherischen Landeskirche Hannovers, im Norden an die Propstei Goslar und im Osten und Süden an die Evangelische Kirche der Kirchenprovinz Sachsen.

## Propsteigebiet
Die in der Propstei Bad Harzburg zusammengefassten Kirchen gehören zu mehreren politischen Gemeinden in den Landkreisen Göttingen (Niedersachsen), Goslar (Niedersachsen) und Harz (Sachsen-Anhalt).
Die Propstei besteht aus zwei nicht zusammenhängenden Teilen. Das südliche Teilgebiet wird als Exklave der Landeskirche von der Evangelischen Kirche in Mitteldeutschland umschlossen.

## Geistliche Leitung
Die geistliche Leitung der Propstei hat der Propst. Der Propst oder die Pröpstin führt zugleich den Vorsitz im sieben Mitglieder zählenden Propsteivorstand.

## Kirchengemeinden
Zur Propstei Bad Harzburg gehören 33 Kirchengemeinden. Ihre Verwaltungsangelegenheiten werden durch einen siebenköpfigen Vorstand geregelt. Die Mitglieder der Gemeinden werden in kirchlichen Angelegenheiten durch die Propsteisynode vertreten, die aus 47 Mitglieder besteht.